# Anthospermum monticola
Anthospermum monticola är en måreväxtart som beskrevs av Christian Puff. Anthospermum monticola ingår i släktet Anthospermum och familjen måreväxter. Inga underarter finns listade i Catalogue of Life.